# Club Alfonso Ugarte de Chiclín
Ne doit pas être confondu avec Club Deportivo Alfonso Ugarte.
Maillots
Dernière mise à jour : 26 septembre 2023.
Le Club Alfonso Ugarte de Chiclín est un club péruvien de football basé dans la ville de Trujillo. 

## Histoire

### Les débuts du club
Fondé le 1er août 1917 à Chiclín (en), dans une hacienda près de Trujillo, l’Alfonso Ugarte de Chiclín décide de jouer dans la ligue de football de cette dernière ville depuis 1935. L'aval financier de Rafael Larco Herrera (en), administrateur de l'hacienda susmentionnée et véritable mécène du club, permet à l'Alfonso Ugarte de faire des tournées hors de Trujillo et, à l'occasion, de se mesurer à des équipes d'autres pays. En effet, en 1933, le club fait le voyage à Lima afin de disputer une série de matchs amicaux face à des clubs de la capitale (défaites 2-7 et 2-6 face à l'Universitario et au Sportivo Tarapacá (en), respectivement). Trois ans plus tard, il dispute son premier match international à Lima, le 28 mai 1936, lorsqu'il s'incline devant les Argentins de Gimnasia y Esgrima de Santa Fe (2-3). 
Dès la fin des années 1930, l'Alfonso Ugarte se fait un nom en faisant quelques coups : le 15 août 1937, il obtient sa première victoire en match international en battant 3-2 les Brésiliens de São Cristóvão, alors en tournée au Pérou. Cinq ans plus tard, le 23 septembre 1942, il parvient à battre 2-1 l'Independiente d'Argentine à Trujillo : ses joueurs reprendront à leur compte le surnom de leurs hôtes vaincus Diablos Rojos (« les Diables rouges ») après cette victoire retentissante à l'époque. En 1947, il tient en échec l'équipe du Pérou 4-4 dans un match de préparation au championnat sud-américain 1947.

### L'Alfonso Ugarte en D1
Le club est invité par la Fédération péruvienne de football à disputer le premier championnat « décentralisé » – c’est-à-dire ouvert à des équipes de province – en 1966. Il dispute sa première rencontre en 1re division le 13 août 1966 en tenant en échec 0-0 le Sporting Cristal au Stade National de Lima, mais il ne peut s'y maintenir en fin de saison (finissant à l'antépénultième place du championnat).
Sous la houlette de l'entraîneur argentin Ángel Fernández Roca (es), l'Alfonso Ugarte remporte la toute première édition de la Copa Perú en 1967, ce qui lui permet de remonter la même année. Cependant, le club termine à la dernière place du championnat 1967 et revient à sa ligue d’origine.

### Retour en ligue de district
L'Alfonso Ugarte n'a jamais pu retrouver la D1 depuis cette période. Incapable de retrouver son prestige d'antan, le club est tombé dans un relatif anonymat surnageant dans la ligue de district de Trujillo.

## Résultats sportifs

### Palmarès
| Compétitions nationales               | Compétitions régionales                                                           |
| - Copa Perú (1) : - Vainqueur : 1967. | - Ligue de la région de La Libertad (4) : - Vainqueur : 1968, 1970, 1989 et 1990. |

### Bilan et records
- Saisons au sein du championnat du Pérou : 2 (1966-1967).
- Saisons au sein du championnat du Pérou D2 : aucune.

## Personnalités historiques du club

### Joueurs

#### Grands noms
José Soriano, l’un des gardiens de but emblématiques de River Plate, a fait ses débuts au sein de l’Alfonso Ugarte. Cornelio Heredia, l’une des idoles de l’Alianza Lima, de même que Manuel Suárez, joueur emblématique de l'Atlético Grau, y ont également joué en 1946 et 1967, respectivement.

### Entraîneurs
Máximo Lobatón et Ángel Fernández Roca (es) sont les seuls entraîneurs à avoir dirigé l'Alfonso Ugarte en D1. Le deuxième a remporté la première édition de la Copa Perú en 1967.
| - Máximo Lobatón (1966) - Ángel Fernández Roca (es) (1966-1967) - Julio García Ruiz (1994) - Moisés Barack (1995) - Marco Sampén (2009) - Alfredo Larios (2010) - Luis Saavedra (2013) - Julio García Ruiz (2014-2015) | - Víctor García (2016) - Luis Cordero (2017) - César García Bobadilla (2018) - Moisés Baras (2019-2020) - César García (2022) - José Ríos Rodríguez (2023) - Marco Sampén (2023-) |

## Culture populaire

### Popularité
L'Alfonso Ugarte reste très populaire dans sa commune d'origine, Chiclín (en) (et en général dans toute la vallée avoisinante, la vallée de Chicama). D'importants joueurs du club y sont nés tels Alfonso "Cohete" Ugarte, José "Chicamero" Quispe ou encore Feder Larios, ce dernier faisant partie de l'équipe du Pérou championne d'Amérique du Sud en 1939.

### Rivalités
Le Club Carlos A. Mannucci est le principal rival de l'Alfonso Ugarte, les deux clubs disputant le Clásico Trujillano (le derby de Trujillo). À noter que ces deux équipes ont remporté les trois premières éditions de la Copa Perú (Alfonso Ugarte en 1967 et Carlos A. Mannucci qui fait le doublé en 1968-1969). 
Très vivace dans les années 1960, cet antagonisme s'est estompé au fil des années, les deux équipes n'ayant plus l'occasion de se rencontrer (le Carlos A. Mannucci évolue actuellement en 1re division alors que l'Alfonso Ugarte en ligue de district de Trujillo).